# Zossen
Zossen és una ciutat alemanya en el Districte de Teltow-Fläming (Brandenburg), al sud de Berlín, i prop de l'autopista B96. Zossen consta de diversos petits municipis, que van ser agrupats l'any 2003 per formar la ciutat.

## Història
Zossen, com la majoria de les localitats a Brandenburg, va ser originalment un assentament eslau. El seu nom prové de "Sosna" (pi), que és un arbre comú a la regió. L'any 1875 s'hi va inaugurar una estació de ferrocarril en la línia fèrria que unia Berlín amb Dresden i que també connectava el ferrocarril militar prussià amb la caserna d'artilleria de Kummersdorf-Gut, en l'actual Am Mellensee.
L'any 1910 s'hi va establir un camp de proves i una guarnició de l'Exèrcit imperial alemany en la secció Waldstadt (Wünsdorf) i que segueix existint en l'actualitat. Durant la Primera Guerra Mundial va ser el lloc on es van instal·lar diversos camps de presoners de guerra, entre ells l'anomenat "campament de la mitja lluna" (Halbmondlager) per als combatents musulmans de la Triple Entesa, i on també es va erigir la primera mesquita a Alemanya. Del 1939 al 1945, Wünsdorf va acollir les casernes generals subterrànies de l'Alt Comandament de la Wehrmacht alemanya (Oberkommando der Wehrmacht, OKW) i l'Alt Comandament de l'Exèrcit (Oberkommando des Heeres, OKH).
Després de la Segona Guerra Mundial l'Exèrcit Roig va establir un gran aquarterament a la zona, que va constituir la caserna general del Grup de Forces Soviètiques a Alemanya fins al final de la Guerra freda.

## Geografia

### Municipis
Des de la reforma municipal de 2003, Zossen està format pels següents municipis:
- Glienick
- Kallinchen
- Nächst Neuendorf
- Nunsdorf
- Schöneiche
- Wünsdorf
- Zossen